# ديوك دومونت
ديوك دومونت (بالإنجليزية: Duke Dumont)‏ وإسمهُ الحقيقي أدام دايمنت (بالإنجليزية: Adam George Dyment)‏ هو دي جاي ومنتج موسيقي بريطاني ولد في يوم 27 أغسطس 1982 في مدينة لندن عاصمة إنجلترا في المملكة المتحدة، يقوم هذا الدي جاي بمزج عدة أغاني مع بعضها وفي 2014 رُشِّح لنيل جائزة غرامي لأفضل تسجيل راقص في أُغنية نيد يو.

## روابط خارجية
- ديوك دومونت على موقع ميوزك برينز (الإنجليزية)
- ديوك دومونت على موقع أول ميوزيك (الإنجليزية)
- ديوك دومونت على موقع ديسكوغز (الإنجليزية)
- ديوك دومونت على موقع ديسكوغز (الإنجليزية)